# Csanálosi Miklós
Csanálosi Miklós (1962. november 24. – 2025. június 28.) magyar labdarúgó, középpályás. Közel 200 NB I-es mérkőzést játszott, magyarkupa-győztes játékos.

## Pályafutása
1982 nyarán igazolt a Dorogi AC NB II-es csapatához, ám alig tudott megmelegedni Dorogon, amikor megkapta a katonai behívót. A tehetséges játékos így csak három bajnokin szerepelt. Elsőként az NB I-ből éppen kiesett Ózdi Kohász elleni idegenbeli mérkőzésen, ahol 7000 néző előtt egy kiállítás miatti emberhátrányban 1-1-es döntetlent értek el, majd ezt követően odahaza szintén nagyszámú közönség előtt 4-1-re verték a Nagykanizsát, végül a SZEOL AK elleni mérkőzésen búcsúzott Dorogról. A sorkatonai szolgálati idő letöltését követően az NB I-es békéscsabai csapathoz került, és 1985 tavaszán mutatkozott be először élvonalbeli bajnoki mérkőzésen. Pályafutása jelentős részét a Viharsarokban töltötte és ott is érte el legnagyobb sikereit, amelynek kiemelkedő pontja a Magyar Kupa-győzelem 1988-ban, ahol a Szolnokon lejátszott döntőben legyőzték a Bp. Honvédot. Számára a döntő külön érdekességgel is szolgált, ugyanis az ellenfél soraiban játszott Sikesdi Gábor, akivel Dorogon csapattársak voltak. Éppen Sikesdi góljával a Honvéd szerzett vezetést, noha hivatalosan öngólként lett elkönyvelve a találat. 
Mint kupagyőztes vett részt a Kupagyőztesek Európa-kupája mérkőzésein, ahol a második körig jutottak és szerencsétlenül kiestek. A csabai színekben 174 alkalommal lépett pályára az első osztályban. A kupagyőzelmet követő évben érte el legjobb bajnoki helyezését, amely 7. helyt jelentett. Ezt követően fokozatosan esett vissza a csapat, majd 1991-ben kiesett az NB I-ből, viszont Csanálosi továbbra is élvonalbeli labdarúgó maradt, miután Tatabányára igazolt. 
A bányászvárosi együttessel 23 alkalommal lépett pályára az NB I-ben. Azonban a következő évben a Bányász is kiesett, így az 1992-1993-as évadban már az NB II-ben folytatta csapatával. A nyitó fordulóban otthon fogadták a Dorogot és újra ellenfélként játszott Sikesdivel, és egyben korábbi klubjával szemben, aki menet közben a Honvédból visszaigazolt a dorogi csapathoz. Ezúttal azonban Sikesdi került ki győztesen, majd a tavaszi visszavágón is. A bajnokság végére teljesen szétesett a Tatabánya, és nem kis meglepetésre az NB II-ből is kiesett. Így két osztályt zuhant egy év alatt a csapat. Egy évadot játszott még Tatabányán a harmadosztályban, végül a szintén NB III-ban szereplő Bicske csapatához igazolt egykori tatabányai klubtársával, Plotár Gyulával együtt és itt is fejezte be játékos pályafutását. 
A harmadik vonalban még egyszer összehozta a sors szeszélye a Dorog ellen, ám ezúttal sem járt sikerrel, mivel a dorogiak oda-vissza legyőzték csapatát, ráadásul az egyik mérkőzésen 6-1-re veszítettek.

## Sikerei, díjai
Békéscsabai Előre
- Magyar népköztársasági kupa (MNK)
  - győztes: 1988